# Ганс Вайдінгер
Ганс Вайдінгер (нім. Hanns Weidinger; 31 січня 1899, Нюрнберг — 9 лютого 1977, Мюнхен) — німецький офіцер, інженер і підприємець, генерал-інженер люфтваффе (1 серпня 1940). Кавалер Німецького хреста в сріблі.

## Біографія
З 15 жовтня 1917 по 24 грудня 1918 року — курсант авіації і кандидат в офіцери Баварської армії. Після закінчення навчання здобув ліцензію пілота. З 25 грудня 1918 року навчався на інженера в Мюнхенському університеті, в травні 1922 року здобув диплом.З 28 квітня по 14 жовтня 1922 року — інженер з літакобудування на Німецькій торговій виставці в Мюнхені, після чого продовжив працювати в університеті як асистент кафедри двигунів внутрішнього згоряння. З квітня 1927 року — науковий співробітник Берлінського інституту авіаційних досліджень.
1 січня 1928 року вступив у рейхсвер офіцером-інженером і був призначений льотчиком-випробувачем полігону Зее в Любеку. 1 липня 1934 року вступив у люфтваффе, керівник групи постачення, з 31 січня 1936 року — групи інспекції безпеки польотів Імперського міністерства авіації. Після аншлюсу в кінці березня 1938 року призначений головним інженером авіаційного командування «Австрія» (згодом — 4-й повітряний флот). З 1 квітня 1939 року — головний інженер 4-го, з 15 травня 1940 року — 5-го, з 31 січня 1941 року — знову 4-го, з 1 грудня 1943 року — 2-го повітряного флоту. Учасник Сталінградської битви, був евакуйований з оточення на останньому літаку.  15 листопада 1944 відряджений у фірму Junkers & Co.14 лютого 1945 року звільнений у відставку. В кінці війни потрапив в американський полон. В 1947 році звільнений.
В квітні 1948 році заснував компанію Dr.-Ing. H. Weidinger KG, яка виробляє електроніку. В 1957 році знову здобув ліцензію приватного пілота. Незадовго до смерті передав управління компанією своїм дітям.

## Нагороди
- Золотий почесний знак Асоціації німецьких інженерів (VDI)
- Почесна плакета VDI
- Почесний член студентської авіаційної організації Akaflieg München
- Почесний хрест ветерана війни
- Медаль «За вислугу років у Вермахті» 4-го і 3-го класу (12 років)
- Залізний хрест 2-го і 1-го класу
- Хрест Воєнних заслуг 2-го і 1-го класу з мечами
- Німецький хрест в сріблі (7 червня 1944)